# Palmer, Texas
Palmer är en ort i Ellis County i delstaten Texas, USA.